# Antillattus
Antillattus is een geslacht van spinnen uit de familie springspinnen (Salticidae).

## Soorten
De volgende soorten zijn bij het geslacht ingedeeld:
- Antillattus gracilis Bryant, 1943
- Antillattus placidus Bryant, 1943